# Apontador pendente
Apontador (ou ponteiro) pendente, solto ou selvagem é um ponteiro que não aponta para um objeto/endereço de memória válido.

## Ponteiro selvagem
Um ponteiro selvagem (também chamado de apontador pendente) não possui endereço associado. Qualquer tentativa em usá-lo causa comportamento indefinido, ou porque seu valor não é um endereço válido ou porque sua utilização pode danificar partes diferentes do sistema.
Em sistemas com alocação explícita de memória, é possível tornar um ponteiro inválido ao desalocar a região de memória apontada por ele. Esse tipo de ponteiro é perigoso e sutil, pois um região desalocada de memória pode conter a mesma informação que possuía antes de ser desalocada, mas também pode ser realocada e sobreescrita com informação fora do escopo antigo. Linguagens com gerenciamento automático de memória previnem esse tipo de erro, eliminando a possibilidade de ponteiros inválidos e de vazamentos de memória.
Algumas linguagens, como C++, suportam ponteiros inteligentes (smart pointers), que utilizam uma forma simples de contagem de referências para ajudar no rastreamento de alocação de memória dinâmica, além de atuar como referência.